# Arthur Atherley
Pour les articles homonymes, voir Atherley.
Arthur Atherley (12 juin 1772 - 1er octobre 1844)  est un député anglais, élu pour la circonscription de Southampton trois fois, en tant que Whig (un prédécesseur du Parti libéral) et Réformateur.

## Biographie
Atherley est né à Southampton, le fils d'Arthur Atherley et Susanna Carter, et est le cinquième membre successif de la famille Atherley à être baptisé "Arthur" . Il fait ses études au Collège d'Eton où, en 1791, il fait peindre son portrait par Thomas Lawrence - ce portrait est maintenant au Musée d'Art du comté de Los Angeles . À Eton, il est capitaine du club Ad Montem, une institution d'origine médiévale qui survit jusqu'en 1847. Une des traditions du club est de participer à une procession à Salt Hill au cours de laquelle des garçons en costume de fantaisie, les saliers, participent à l'entretien de leur «capitaine» à l'université en percevant des contributions auprès des passants.
Après avoir terminé ses études à Eton, il monte au Trinity College de Cambridge, où il est admis le 6 mai 1790, s'inscrivant à Michaelmas, en 1791, après quoi il est admis à Lincoln's Inn  Le 2 juin 1793, il épouse lady Louisa Kerr, fille de William Kerr (5e marquis de Lothian) ; ils ont huit enfants .
Atherley est élu quatre fois pour représenter Southampton en tant que député ; en 1806, 1812, 1831 et 1832, et est l'un des membres originaux du Fox Club. Il est également membre de l'entreprise bancaire familiale à Southampton . Il se retire de la politique en 1835 .
Il a ensuite déménagé à Sussex, où il est juge de paix, et il meurt à Tower House, Brighton, en 1844, mais son corps revient à Southampton et enterré dans l'église All Saints .